# Тарасйоки
Тарасйоки (Торос-йоки, Торас-йоки) — река в России, протекает по территории Суоярвского района Карелии. Устье реки находится в 184 км от устья Шуи по левому берегу. Длина реки — 72 км, площадь водосборного бассейна — 1830 км².
- В 5 км от устья, по правому берегу впадает река Терваоя.
- В 46 км от устья, по левому берегу впадает река Кукиноя.
- в 59 км от устья, по левому берегу впадает ручей Лиузоя.
- в 64 км от устья, по правому берегу впадает ручей Анниноя.

Наиболее крупные озёра, через которые протекает река: Чудоярви, Иля-Тарасъярви, Ала-Торасъярви, Кайтаярви, Саариярви, Женское. Также к бассейну Тарасйоки относятся озёра Пойтамоярви и Песексимэярви.

## Данные водного реестра
По данным государственного водного реестра России относится к Балтийскому бассейновому округу, водохозяйственный участок реки — Шуя, речной подбассейн реки — Свирь (включая реки бассейна Онежского озера). Относится к речному бассейну реки Нева (включая бассейны рек Онежского и Ладожского озера).
По данным геоинформационной системы водохозяйственного районирования территории РФ, подготовленной Федеральным агентством водных ресурсов:
- Код водного объекта в государственном водном реестре — 01040100112102000014172
- Код бассейна — 01.04.01.001
- Код по гидрологической изученности (ГИ) — 102001417[4]